# Rhizopoterion
Rhizopoterion is een geslacht van uitgestorven sponzen, dat leefde tijdens het Krijt.

## Beschrijving
Deze 10 centimeter hoge glasspons was trechtervormig en verschilde qua bouw sterk van de andere sponzen. Het kiezelskelet was samengesteld uit een open raamwerk van 4- tot 6-assige spiculae, waarvan de stralen onderling onder een rechte hoek stonden. De wand was voorzien van onregelmatig gerangschikte, sleufvormige in- en uitstroomopeningen. De vastzittende voet had uitwaaierende wortels. Dit geslacht bevolkte diepten van 6000 meter of meer en kwam voor op modderige substraten.